# Ikaite
L'ikaite è un minerale.